# 1521 en arts plastiques
| Années des arts plastiques : 1518 - 1519 - 1520 - 1521 - 1522 - 1523 - 1524    |
| Décennies des arts plastiques : 1490 - 1500 - 1510 - 1520 - 1530 - 1540 - 1550 |

Cette page concerne l'année 1521 en arts plastiques.

## Œuvres

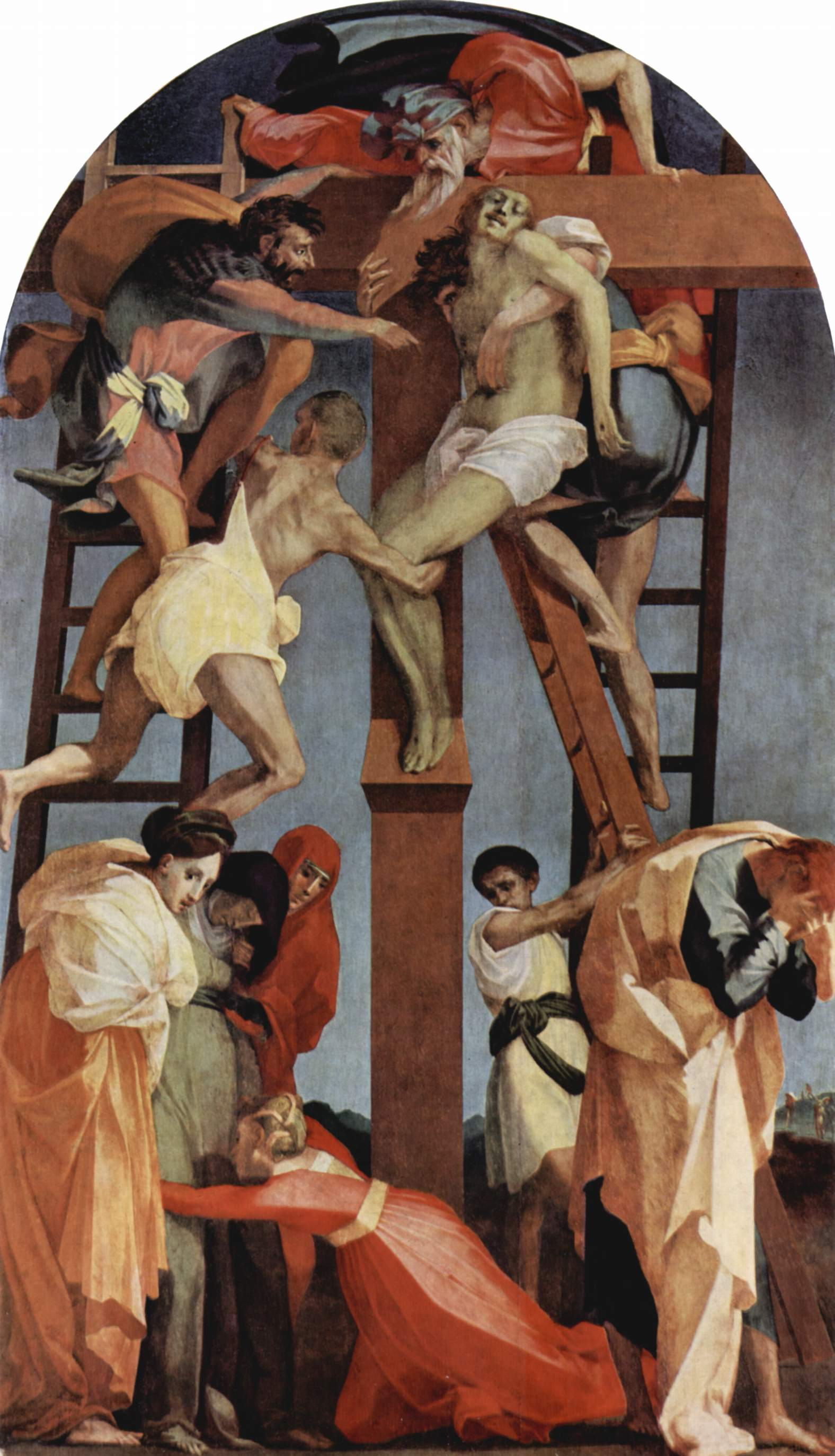
Déposition de Croix, peinture de Rosso Fiorentino.

## Naissances
- 3 septembre : Pomponio Allegri, peintre italien de l'école de Parme († ?),
- ? :
  - Antoine Caron, maître verrier, illustrateur et peintre maniériste français de l’école de Fontainebleau († 1599),
  - Fabio Licinio, graveur et peintre italien († 18 novembre 1565),
  - Marco Pino, peintre maniériste italien de l'école napolitaine († 1583),
  - Girolamo Siciolante da Sermoneta, peintre maniériste italien († vers 1580),
  - Cesare Vecellio, peintre italien († 1601),
  - Xu Wei, dramaturge et peintre chinois († 1593).

## Décès
- 25 juin : Cristoforo Caselli, peintre italien (° 1460),
- Avant le 29 juillet : Jean Bourdichon, peintre français (° 1457),
- Andrea Aloigi, peintre italien (° 1480).